# 38 Dywizja Piechoty (II RP)
38 Dywizja Piechoty Rezerwowa (38 DP rez.) – wielka jednostka piechoty Wojska Polskiego II RP.
W czasie kampanii wrześniowej dywizja walczyła w składzie Armii „Karpaty”. Została zorganizowana w Łunińcu i dowieziona koleją w rejon Dobromila, potem cofnięta pod Mościska do zamierzonego przeciwuderzenia pod Radymnem. Uczestniczyła w walkach pod Janowem i nad Wereszycą. Zniszczona pod Hołoskiem w czasie przebijania się do Lwowa.

## Formowanie dywizji
Dywizja nie istniała w organizacji pokojowej wojska. Została sformowana poza planem mobilizacyjnym „W”, w I rzucie mobilizacji powszechnej, począwszy od 31 sierpnia 1939 roku, na bazie jednostek organizacyjnych Korpusu Ochrony Pogranicza: Brygady KOP „Polesie”, pułku KOP „Snów”, pułku KOP „Sarny” i pułku KOP „Zdołbunów”.
Kwaterę główną dywizji mobilizowało dowództwo brygady KOP „Polesie” oraz dowództwo KOP. 96 pułk piechoty mobilizowany był przez bataliony KOP: I batalion przez batalion KOP „Stołpce”, II batalion przez batalion KOP „Kleck”, III batalion przez batalion KOP „Ludwikowo”.
Dowództwo 97 pułku piechoty, jego II batalion oraz kompanię gospodarczą, kompanię przeciwpancerną i pluton łączności, mobilizował batalion KOP „Rokitno”. I batalion mobilizował batalion KOP „Dawidgródek”, a III batalion batalion KOP „Bereźne”.
Dowództwo 98 pułk piechoty oraz jego I batalion mobilizowane były przez batalion KOP „Hoszcza”. II batalion mobilizowany był przez batalion KOP „Ostróg”, a III przez batalion KOP „Dederkały”.
Jako kawaleria dywizyjna w skład dywizji weszły połączone szwadrony kawalerii KOP „Stołpce” i „Kleck”.

## Walki w kampanii wrześniowej
38 DP (rez.) początkowo przeznaczona była do GO „Tarnów”, której wojska miały wesprzeć działania Armii „Kraków” i Armii „Karpaty”. Sama dywizja miała być sformowana na dzień 9 września. Ostatecznie – po skoncentrowaniu się w rejonie Niżankowic – przekazana została do Armii „Karpaty”. 10 września otrzymała rozkaz przejścia do rejonu Medyki, z wyjątkiem 96 pp, który najpierw miał pozostać w Niżankowicach, a następnie przejść do Pikulic. 11 września w czasie marszu do Medyki dywizja miała zostać zawrócona na Dobromil, jednakże jej dowódca, wobec trudności zawrócenia kolumn na polnych drogach, postanowił dojść do Medyki, a drogę powrotną przebyć kolejnej nocy (12/13 IX). 12 września o 17:00 idąca na południe dywizja po raz kolejny otrzymała rozkaz zmiany kierunku marszu, tym razem na Mościska, gdzie stała się częścią zgrupowania gen. Kazimierza Sosnkowskiego. Pod jego dowództwem 38 DP skierowała się na Lwów, po drodze zdobywając Sądową Wisznię i wyrzucając z niej oddziały niemieckiej 2 Dywizji Górskiej. Następnie kontynuowała odwrót na Lwów przez lasy janowskie (bitwa pod Jaworowem). 17 września skoncentrowała się w Janowie, gdzie zostało okrążone całe zgrupowanie. Przez cały dzień broniła się przed niemieckimi atakami pod Janowem i Wereszczycą. Janów przechodził z rąk do rąk, a wieczorem dywizja wycofała się do Brzuchowic. Tu odtworzono z resztek dywizji dwu-batalionowy 96 pp. Do Lwowa 19 września dotarli tylko nieliczni. Dywizja przestała istnieć wykrwawiona do końca.

## Organizacja wojenna i obsada personalna 38 DP (rez.) we wrześniu 1939
Obsada personalna Dowództwa 38 DP (rez.)
- dowódca dywizji – płk Alojzy Wir-Konas (dowódca PD 21 DPG)
- szef sztabu – ppłk dypl. Tadeusz August Ludwik Wallich
- dowódca piechoty dywizyjnej – płk Józef Pecka (dowódca pułku KOP „Zdołbunów”)
- dowódca artylerii dywizyjnej – płk Stefan Zielke (dowódca 16 pal)
- oficer operacyjny – kpt. dypl. Jan Wollak (oficer WBH)
- oficer informacyjny – kpt. Jerzy Nowacki
- dowódca łączności – kpt. łącz. Jan Roch Leonowicz z pułku KOP „Snów”[7]
- pomocnik dowódcy łączności – por. łącz. rez. Teodor Hoffman[7]
- kwatermistrz – mjr dypl. Tadeusz Ryczel
- szef sanitarny – mjr lek. Kazimierz Maresch
- płatnik – kpt. int. Aleksander Kazimierz Siwkowski †1940 Charków[8]
- komendant kwatery głównej – kpt. Jan Jarmiński

Planowana organizacja wojenna 38 DP

Nie zdołano przygotować mobilizacji kompanii saperów, samodzielnej kompanii karabinów maszynowych i broni towarzyszącej, kompanii kolarzy, parku intendentury i plutonu parkowego uzbrojenia oraz kompletu jednostek służby zdrowia z wyjątkiem kompanii sanitarnej.

Mobilizacja pododdziałów taborów została zlecona kadrze 6 dywizjonu taborów w Jaworowie, a mobilizacja kompletu jednostek łączności została powierzona kompanii łączności KOP „Snów”.

Szwadron kawalerii dywizyjnej został zorganizowany w oparciu o szwadrony kawalerii KOP „Kleck” i „Stołpce”.
Dowództwo 38 Dywizji Piechoty Rezerwowej (Brygada KOP „Polesie”)
- dowódcy broni i szefowie służb
- sztab

Kwatera Główna 38 Dywizji Piechoty (Brygada KOP „Polesie”)
- kompania asystencyjna nr 194 (baon KOP „Sienkiewicze”) – kpt. adm. (piech.) Stanisław II Konasiewicz †1940 Charków[10]
- pluton łączności Kwatery Głównej nr 49 – ppor. łącz. Jarosław Ładysław Moll[7]
- pluton pieszy żandarmerii nr 49
- poczta polowa
- sąd polowy nr 93 (Brygada KOP „Polesie”)
- kompania gospodarcza KG 38 DP (Brygada KOP „Polesie”)

Piechota dywizyjna
- 96 pułk piechoty (rezerwowy)
- 97 pułk piechoty (rezerwowy)
- 98 pułk piechoty (rezerwowy)

Artyleria dywizyjna
- 38 pułk artylerii lekkiej (rezerwowy) – ppłk Teofil Szadziński

Jednostki broni
- szwadron kawalerii dywizyjnej nr 49 – rtm. Stanisław Neyman (d-ca połącz. szw. KOP „Stołpce” i „Kleck”)
- kompania telefoniczna nr 49
  - dowódca kompanii – kpt. łącz. Tadeusz Jankowski z CSP KOP[7] †1940 Charków[11]
  - dowódca plutonu – ppor. rez. Henryk Chmielewski[7]
- pluton radio nr 49 – ppor. łącz. Tadeusz Franciszek Ksawery Pierczyński z 1 btlgr[7] †1940 Charków[12]
- drużyna parkowa łączności nr 49

Jednostki i zakłady służb
- kompania sanitarna (pluton sanitarny KOP)
- dowództwo grupy marszowej służb typ II nr 631 (Kadra 6 Dywizjonu Taborów)
- dowództwo grupy marszowej służb typ II nr 632
- kolumna taborowa parokonna nr 631
- kolumna taborowa parokonna nr 632
- kolumna taborowa parokonna nr 633
- kolumna taborowa parokonna nr 634
- kolumna taborowa parokonna nr 635
- kolumna taborowa parokonna nr 636
- kolumna taborowa parokonna nr 637
- kolumna taborowa parokonna nr 638
- warsztat taborowy nr 631

Jednostki przydzielone

W dniach 7–9 września 1939 roku do rejonów wyładowania dywizji w Dobromilu, a następnie w Niżankowicach nie dotarły 52 i 62 dywizjony artylerii lekkiej, kompania sanitarna i znaczna część taborów. W związku z powyższym dywizji zostały podporządkowane samodzielne dotąd pododdziały:
- kompania karabinów maszynowych przeciwlotniczych typ B nr 64 sformowana we Lwowie przez 40 pp, dowodzona przez kpt. rez. Józefa Wolframa
- szpital polowy nr 51 – mjr lek. dr Stefan Łubkowski[b] zmobilizowany przez 6 Szpital Okręgowy we Lwowie[c].

15 września 1939 roku szef sanitarny GO „Południowej”, mjr dr Ignacy Chrzanowski polecił komendantowi szpitala polowego nr 603 zdeponować posiadany materiał sanitarny w szpitalu polowym nr 602 w Sądowej Wiszni, ze zwolnionych wozów utworzyć kompanię sanitarną konną dla szefa sanitarnego 38 DP w folwarku Dmytrowice, z personelu szeregowych utworzyć patrole sanitarne dla kompanii sanitarnej konnej, a pozostały personel (płatnik, oficer gospodarczy i aptekarz) wcielić do kompanii sanitarnej konnej. W myśl rozkazu majora Chrzanowskiego zaimprowizowana kompania sanitarna konna pełniła funkcję kompanii sanitarnej 38 DP.